# Handball Cercle Nîmes
Maillots
Dernière mise à jour : 12 septembre 2016.
Le Handball Cercle Nîmes, couramment abrégé en HBCN ou en HBC Nîmes, est un ancien club féminin français de handball fondé le 23 novembre 1971 et ayant disparu en mars 2016 alors qu’il évoluait depuis 1997 en Division 1. Il possède à son palmarès deux Coupes d'Europe Challenge et un titre de champion de France de Division 2.

## Histoire

### Les débuts difficiles
Le club du Handball Cercle Nîmes est créé en 1971 sous l'impulsion du Dr Remezy et de douze joueuses. Le club va commencer son histoire dans un gymnase mal éclairé et sans compétition. Pendant cinq ans le HBCN participera aux championnats départementaux puis régionaux. En 1976 le HBCN accède pour la première fois de son histoire en Nationale II. Cette période voit se succéder trois présidents : Ms. Pibre, Caron et Medie.
En 1982 le HBCN est renommé le HBC Juvenel Nîmes en raison de la fusion des deux clubs. Un nouveau président prend la tête du club, M. Jean-Claude François. Le club remporte son premier titre en 1985 avec le titre de championne de France Cadette.
Après vingt années de travail le HBCN accède enfin à la Nationale 1B en 1991. Cette même année l'équipe junior termine à la 3e place des Championnats de France Espoir.
En 1991-1992 le club du HBC Nîmes joue les barrages pour pouvoir accéder à la première division mais échoue malheureusement. Il faudra donc attendre encore pour voir le club féminin de la ville de Nîmes en première division. Entre 1992 et 1994 le club subit de gros ennuis financier qui auraient pu être fatidiques pour le HBCN. Cette catastrophe fut évitée grâce à l'abnégation des dirigeants nîmois. Enfin, cette saison 1994-1995 était la bonne pour le Handball Cercle Nîmes, les nîmoises, après une saison exemplaire, accèdent à la Division 1.

### La Division 1 et les Coupes d'Europe
En 1995-1996 le HBCN découvre la 1re Division avec son nouvel entraîneur Alain Portes venu en remplacement de Maurice Mandin. Mais après seulement une saison en division 1, le club nîmois rechute en seconde division après avoir terminé à la 9e place. La saison suivante, le HBCN ne se décourage pas et décroche le titre de Champion de France de Division 2, et donc un billet pour la division 1 quittée un an auparavant.
La saison 1997-1998 est l'une des plus importantes de l'histoire du club, le HBCN termine à la 4e place du championnat et obtient la première qualification européenne de son histoire. En 1998-1999 le HBC Nîmes réalise une de ses plus grosses saisons en terminant 3e du championnat, en arrivant en demi-finale de la Coupe des Villes et en s'inclinant en finale de la Coupe de France. Cette même saison les Nîmoises disputent leur première rencontre européenne face aux lituaniennes de Panevezio. Lors de la saison 1999-2000 le Handball Cercle Nîmois obtient la 4e place au classement et arrive en 1/8e de finale en Coupe d'Europe des vainqueurs de Coupe, arrêté par les Slovènes de Ljubljana.
Cette saison 2000-2001 est marquée par la victoire du HBCN en finale de la Coupe Challenge face au club croate du Split Kaltenberg. Le club nîmois devient le premier club du handball féminin français à remporter une compétition européenne. En championnat, les Nîmoises termineront à la 5e place. La saison suivante le HBC Nîmes arrive en 1/8e de finale en Coupe d'Europe, butant sur le club de Bucarest. Les filles s'inclinent en 1/2 finale de la Coupe de France face à l'ES Besançon. Du côté du championnat, les Nîmoises toujours très régulières accrochent une 6e place, de plus l'équipe des moins de 18 ans remporte le titre de champion de France de leur catégorie.
Lors de la saison 2002-2003 le HBCN se trouve une bête noire. Elles s'inclinent en finale de la Coupe de France puis en demi-finale de la Coupe de la Ligue face à l'ES Besançon. Le championnat est quant à lui terminé en 6e position. À noter également, cette saison, la belle performance de l'équipe des moins de 18 ans qui termine 3e de son championnat. Pendant la saison 2003-2004 une joueuse du HBCN, Joanne Dudziak, est sacrée championne du monde avec l'équipe de France. Cette même saison la réserve du club remporte le championnat de France de Nationale 2. L'équipe première termine 8e du championnat et se fait éliminer en 1/8e de finale de la Coupe d'Europe des vainqueurs de Coupes par le club hongrois du Váci NKSE. Après 9 ans à la tête du HBCN, Alain Portes quitte le poste d'entraîneur pour s'occuper du centre de formation.
En 2004-2005 le club subit une hécatombe de blessures, ce qui va fortement handicaper le club en championnat où les filles du nouvel entraîneur, Jean-Luc Pagès, terminent à la 7e place. L'équipe de Nationale 1 a également subi des coups durs pendant la première partie de la saison, mais réussira une deuxième partie très satisfaisante avec finalement une 5e position. Pour la saison 2005-2006, Manuela Ilie, joueuse emblématique du club, remplace Jean-Luc Pagès au poste d'entraîneur. Malgré ce changement d'entraîneur, le club nîmois termine 10e du championnat, 1/8e finaliste de Coupe de France et 1/4 finaliste de la Coupe de la Ligue. Ionela Stanca-Gâlcă, une des joueuses les plus fortes de l'histoire du HBCN, quitte le club pour retourner en Roumanie, son pays natal. Pendant cette saison, la réserve, en progrès constants, termine 3e de troisième division.
Cette saison 2006-2007 est décevante pour le Handball Cercle Nîmes, avec seulement une 8e place en championnat et deux éliminations en Coupe de France et en Coupe de la Ligue en quarts-de-finale. La seule bonne nouvelle de cette saison moyenne est le résultat de la réserve qui décroche 4e de son championnat. 
Pour cette saison 2007-2008 sous la conduite de Manuela Ilie, le HBCN réalise une de ses meilleures saisons en terminant à la 5e place après avoir été dans le trio de tête pendant les trois-quarts du championnat, en se hissant jusqu'au 1/4 de finale de la Coupe de la Ligue. Le HBC Nîmes retrouve l'Europe.
Le club a la grande satisfaction de voir Camille Ayglon, pur produit de sa filière de formation, devenir internationale et terminer 5e des J.O de Pékin. Le HBCN la voit partir à regret chez le champion de France, Metz.
La même année les moins de 18ans sont vice-championnes de France, tandis que le Pôle espoir (entraîné par Christophe Chagnard) avec de nombreuses nîmoises est Champion de France et médaillé de Bronze aux Championnats du monde scolaire. La formation reste la priorité du club.
Pour la saison 2008-2009, le HBCN grâce à ses efforts de structuration et l'aide de ses partenaires a pu intégrer la nouvelle Ligue professionnelle féminine (LFH). L'équipe fanion entrainée par Manuela Ilie réalise une très belle saison en terminant 3e du championnat et emporte la Coupe Challenge pour la deuxième fois de son histoire après avoir éliminé tour à tour Ferrara (Italie), Podatkova Istil (Ukraine), Dijon (France), Blomberg-Lippe (Allemagne) et Thuringer HC (Allemagne), subissant une seule défaite d'un but à Blomberg. Les jeunes formées au club poursuivent leur ascension et Julie Goiorani, puis Blandine Dancette et Delphine Carrat revêtent le maillot bleu de France A et A', tandis que Chloé Bulleux prend leur suite en France Junior.
Pour la saison 2009-2010, engagée en Coupe EHF pour franchir un palier, l'équipe sera éliminée par les Espagnoles d'Elda (finaliste de l'épreuve) en 1/16e de finale après avoir éliminé Nordstrand Oslo au premier tour.
La saison régulière en championnat est satisfaisante avec 3e place ex æquo. 
L'équipe échoue de peu face à Metz, en finale de la Coupe de la Ligue magistralement organisée par le club et la Ligue Régionale, au Parnasse.
Blandine Dancette devient vice-championne du monde avec l'Équipe de France et Delphine Carrat obtient ses premières sélections. 
Les moins de 18ans (en fait des moins de 16) font le Challenge de France. Fanny Chatellet (élue meilleure gardienne) et Joana Lombardo sont 4e au championnat du monde Jeunes.
Pour la saison 2010-2011, avec un collectif très renouvelé (9 départs et les arrivées de : Bralo, Pierson, Kysučanová, Herbrecht  plus le retour de Camille Ayglon que complètent les joueuses issues de la formation du club), l'équipe fait un début de saison remarquable, occupant la tête du championnat à l'automne. 
Mais la perte sur blessures de Mădălina Simule puis de Blandine Dancette et de Sophie Herbrecht au Championnat d'Europe en décembre, feront rentrer l'équipe dans le rang (4e finalement) malgré le renfort de Nina Jeriček arrivée en février.
Le printemps est cruel : éliminé en demi-finale de la Coupe Challenge face à Mios, futur vainqueur, le club s'incline pour la 3e fois en finale de Coupe de France de 2 buts, en mai, dans l'antre de Bercy face à Toulon.
La réserve bien que ponctionnée toute la saison pour renforcer l'équipe 1 conserve sa place en N1 grâce à une belle fin de championnat.
La saison 2011-2012, entamée sous le signe de l'austérité financière ne pourra faire mieux que 7e de la phase régulière et disputera les play-downs du championnat mais sauvera facilement sa place en LFH.
Éliminées en 1/4 de finale de la Coupe EHF par les roumaines de Zalau, les joueuses échouent à obtenir leur 4e qualification européenne de rang.
Individuellement, Camille Ayglon et Blandine Dancette reviennent du Brésil avec une belle médaille de vice-championnes du monde. 
Tandis que Johanna Lombardo, Fanny Chatellet, Camille Asperges et Jane Charbonnel sont appelées en France Juniors, Laurie Carretero leur succède en France Jeunes. Les moins de 18ans se consolent avec la victoire en Challenge de France.
Dans l'ombre, le secteur Jeune se réorganise et poursuit son travail de fond, sous la houlette de Valérie Martin et de Serge Julita, tandis qu'Hervé Rigal poursuit son œuvre de formation dans l'École d'arbitrage du HBCN labellisée Or pour la 3e fois.
À la fin de cette saison le président Gébelin, usé par 20 ans de combats permanents pour faire grandir le club, cède sa place Bertrand Roux, et Christophe Chagnard succède à Manuela Ilie.

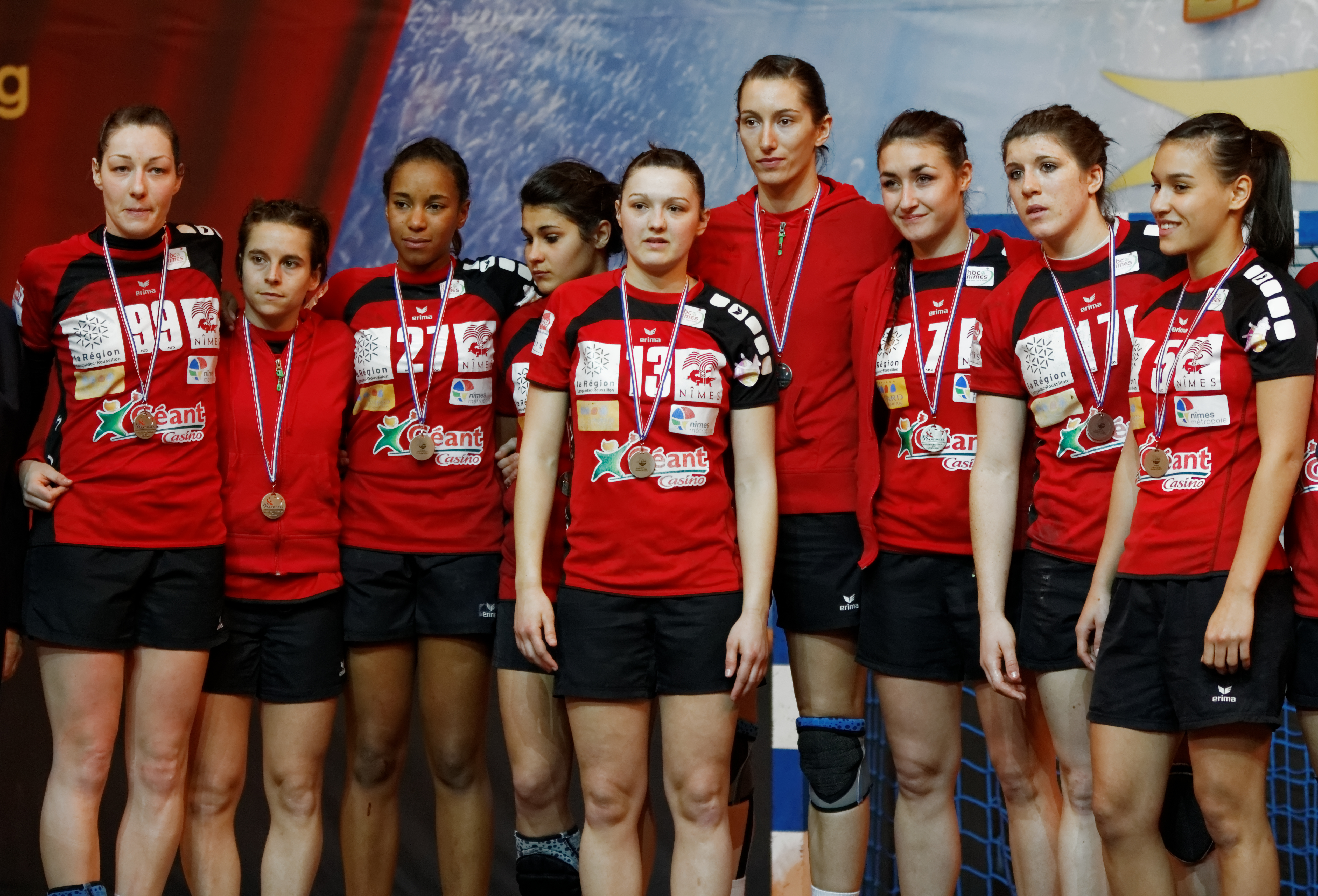
Défaite en finale de la coupe de la Ligue 2013.

La saison 2012-2013 se solde par une 5e place en championnat, une élimination en huitième de finale en Coupe de France et en quart de finale en Coupe Challenge. En revanche, en coupe de la Ligue 2013, le club parvient à atteindre la finale mais battu de deux buts par le Issy Paris Hand (23-21).
Lors de la saison 2013/2014, la Ligue féminine de handball invalide le résultat du match de la 10e journée (Handball Cercle Nîmes / Le Havre AC Handball : 29 à 26) pour faute au règlement,. En effet le certificat médical de Camille Ayglon, de retour de maternité, est arrivé deux jours après le match. Le club subit donc la double sanction prévue par le règlement, le score du match est finalement de 0 à 20 et Nîmes ne marque aucun point (en temps normal, le perdant inscrit un point).

### Dernier sursaut et dépôt de bilan
En 2014-2015, Nîmes recrute une joueuse majeure, la demi-centre internationale tunisienne, Mouna Chebbah, pour retrouver les sommets. Les bonnes performances de sa nouvelle recrue permettent à Nîmes de disputer les demi-finales du championnat et valent à la demi-centre d'être élue meilleure joueuse du championnat pour la saison 2014-2015. Nîmes atteint également la finale de la coupe de France en 2015, perdue aux tirs au but face au Metz Handball. 
Prometteuse, avec une qualification en demi-finale du championnat de France à l'issue de la saison régulière, la saison 2015-2016 du HBC Nîmes s'achève brutalement au printemps 2016. Face à des graves difficultés financières, le club dépose le bilan le 8 mars 2016,, avant que la liquidation ne soit définitivement prononcée en avril. Le club masculin de l'USAM Nîmes annonce peu après son intention de créer une section féminine pour permettre la continuité des équipes de jeunes jusqu'à la catégorie des -18 ans nationales.

## Palmarès
| Compétitions internationales                        | Championnats nationaux | Coupes nationales                                                                                     |
| - Coupe Challenge (2) : - Vainqueur : 2001 et 2009. | - Championnat de France de D2 (1) - Champion : 1997 - Vice-champion : 1995 HBC Nimes Réserve - Championnat de France de N2 (1) - Champion : 2004 HBC Nimes Jeunes - Championnat de France des moins de 18 ans (1) - Champion : 2002 - Vice-champion : 2008 - Championnat de France des cadettes (1) - Champion : 1985 | - Coupe de France - Finaliste : 1999, 2003, 2011 et 2015 - Coupe de la Ligue - Finaliste : 2010, 2013 |

## Bilan saison par saison
| Saison    | Compétitions nationales | Compétitions nationales | Compétitions nationales | Compétitions nationales | Coupes d'Europe*    |
| Saison    | Division                | Rang                    | Coupe de France         | Coupe de la Ligue       | Coupes d'Europe*    |
| --------- | ----------------------- | ----------------------- | ----------------------- | ----------------------- | ------------------- |
| 1994-1995 | Div. 2                  | 2e                      | Pas de compétition      | Pas de compétition      | N.Q.                |
| 1995-1996 | Div. 1                  | 9e                      | Pas de compétition      | Pas de compétition      | N.Q.                |
| 1996-1997 | Div. 2                  | 1er                     | Pas de compétition      | Pas de compétition      | N.Q.                |
| 1997-1998 | Div. 1                  | 4e                      | ?                       | Pas de compétition      | N.Q.                |
| 1998-1999 | Div. 1                  | 3e                      | Finale                  | Pas de compétition      | C4 : 1/2 finale     |
| 1999-2000 | Div. 1                  | 4e                      | Pas de compétition      | Pas de compétition      | C2 : 1/8e de finale |
| 2000-2001 | Div. 1                  | 5e                      | 1/4 finale              | Pas de compétition      | C4 : Vainqueur      |
| 2001-2002 | Div. 1                  | 6e                      | 1/2 finale              | Pas de compétition      | C4 : 1/8e de finale |
| 2002-2003 | Div. 1                  | 6e                      | Finale                  | 1/2 finale              | N.Q.                |
| 2003-2004 | Div. 1                  | 8e                      | Pas de compétition      | 1er tour                | C2 : 1/8e de finale |
| 2004-2005 | Div. 1                  | 7e                      | 1/16e de finale         | N.Q.                    | N.Q.                |
| 2005-2006 | Div. 1                  | 10e                     | 1/8e de finale          | 1/4 de finale           | N.Q.                |
| 2006-2007 | Div. 1                  | 8e                      | 1/4 de finale           | 1/4 de finale           | N.Q.                |
| 2007-2008 | Div. 1                  | 5e                      | Pas de compétition      | 1/4 de finale           | N.Q.                |
| 2008-2009 | Div. 1                  | 3e                      | 1/4 de finale           | 1/4 de finale           | C4 : Vainqueur      |
| 2009-2010 | Div. 1                  | 4e                      | 1/4 de finale           | Finale                  | C3 : 16e de finale  |
| 2010-2011 | Div. 1                  | 4e                      | Finale                  | 1/4 de finale           | C4 : 1/2 finale     |
| 2011-2012 | Div. 1                  | 7e                      | 1/8e de finale          | 1/4 de finale           | C3 : 1/4 de finale  |
| 2012-2013 | Div. 1                  | 5e                      | 1/8e de finale          | Finale                  | C4 : 1/4 de finale  |
| 2013-2014 | Div. 1                  | 8e                      | 1/8e de finale          | 1/4 finale              | N.Q.                |
| 2014-2015 | Div. 1                  | 4e                      | Finale                  | 1/4 finale              | N.Q.                |
| 2015-2016 | Div. 1                  | NC                      | 1/4 finale              | 1/4 finale              | C3 : 1/8e de finale |

* Pour les coupes d'Europe : C2 = Coupe des Vainqueurs de Coupe, C3=Coupe EHF et C4=Coupe Challenge.

## Joueuses historiques
Parmi les joueuses ayant évolué au club, on trouve :
- Camille Ayglon : de 2003 à 2008 et 2010 à 2016
- Katarina Bralo  : de 2010 à 2012
- Chloé Bulleux : de 2008 à 2013
- Delphine Carrat : de 2006 à 2016
- Mouna Chebbah : de 2014 à 2016
- Charlène Clavel : de 2008 à 2016
- Blandine Dancette : de 2006 à 2016
- Joanne Dudziak : de 1997 à 1999 et 2001 à 2005
- Jennie Florin  : de 2002 à 2010
- Julie Goiorani : de 2003 à 2010 et 2014 à 2016
- Sophie Herbrecht : de 2010 à 2012
- Nicky Houba  : de 2006 à 2010 et 2012 à 2014
- Nina Jeriček  : de 2011 à 2016
- Lenka Kysučanová  : de 2010 à 2011
- Manuela Ilie  : de 1994 à 2001 ?
- Laïsa Lerus : de 2000 à 2002
- Marion Limal : de 2012 à 2014
- Nathalie Macra : de 2000 à 2010
- Rafika Marzouk  : de 2003 à 2004
- Estelle Nze Minko : de 2012 à 2013
- Gervaise Pierson : de 2010 à 2012
- Allison Pineau : de février à juin 2015
- Pascale Roca : de janvier 2001 à 2003
- Mariama Signaté : de 2008 à 2010
- Mădălina Simule  : de 2006 à 201?
- Ionela Stanca-Gâlcă  : de 2004 à 2006
- Christine Vanparys : de 2006 à 2007

## Entraîneurs
- Maurice Mandin : -1995
- Alain Portes : 1995-2004
- Jean-Luc Pagès : 2004-2005
- Manuela Ilie : 2005-2012
- Christophe Chagnard : 2012-2016